# Euro Hockey Challenge 2017
Die Euro Hockey Challenge 2017 war die sechste Austragung des von der Internationalen Eishockey-Föderation IIHF organisierten gleichnamigen Wettbewerbs. Der Wettbewerb begann am 6. April 2017 und endete am 1. Mai 2017. Die Spiele der Euro Hockey Challenge dienten für die Nationalmannschaften als Vorbereitung auf die Weltmeisterschaft in Deutschland und Frankreich im Jahr 2017.

## Teilnehmer
Teilnahmeberechtigt waren die besten zwölf europäischen Mannschaften der IIHF-Weltrangliste, die an der Weltmeisterschaft in Deutschland und Frankreich teilnahmen.
Für die Austragung 2017 waren dies:  Russland,  Finnland,  Schweden,  Tschechien,  Schweiz,  Slowakei,  Belarus,  Deutschland,  Norwegen,  Lettland,  Dänemark,  Frankreich

## Modus
Gespielt wurde im Drei-Punkte-System, das heißt für einen Sieg erhielt die jeweilige Mannschaft drei Punkte, bei einem Overtime-Sieg zwei Punkte und bei einer Niederlage nach Verlängerung einen Punkt.
Während des Turniers spielte jede Mannschaft insgesamt acht Spiele. Zwischen zwei Mannschaften wurden in der Regel jeweils zwei Spiele innerhalb von zwei oder drei Tagen in einem Land gespielt. Alle Spiele wurden in eine Tabelle aufgenommen.
Aufgrund der Wiederbelebung der Euro Hockey Tour in der Saison 2016/2017 fanden im Zeitraum des 4. Spieltags die Czech Hockey Games statt, an denen die vier Nationalmannschaften aus Russland, Finnland, Schweden und Tschechien teilnahmen. Die Ergebnisse des Turniers flossen in die Wertung der Euro Hockey Challenge ein. Da alle Teams nur jeweils drei Spiele austrugen, wurden zusätzlich zwei Spiele der Sweden Hockey Games aus dem Februar 2017 in die Wertung einbezogen.

## Turnierverlauf

### 1. Spieltag
| 12. Februar 2017 12:00 Uhr | Russland | 4:2 (1:0, 1:2, 2:0) Spielbericht | Tschechien | Scandinavium, Göteborg Zuschauer: 1.234 |

| 12. Februar 2017 15:30 Uhr | Schweden | 2:3 (1:0, 0:2, 1:1) Spielbericht | Finnland | Scandinavium, Göteborg Zuschauer: 9.123 |

| 6. April 2017 19:00 Uhr | Norwegen | 5:1 (2:0, 1:1, 2:0) Spielbericht | Deutschland | Kristins Hall, Lillehammer Zuschauer: 827 |

| 8. April 2017 18:00 Uhr | Norwegen | 5:2 (0:0, 3:2, 2:0) Spielbericht | Deutschland | Kristins Hall, Lillehammer Zuschauer: 823 |

| 6. April 2017 20:30 Uhr | Dänemark | 0:2 (0:0, 0:1, 0:1) Spielbericht | Slowakei | Odense Isstadion, Odense Zuschauer: 849 |

| 8. April 2017 16:00 Uhr | Dänemark | 0:2 (0:0, 0:0, 0:2) Spielbericht | Slowakei | Gigantium Isarena, Aalborg Zuschauer: 1.915 |

| 7. April 2017 19:30 Uhr | Lettland | 1:0 (0:0, 0:0, 1:0) Spielbericht | Belarus | Daugavpils ledus halle, Daugavpils Zuschauer: 2.100 |

| 8. April 2017 17:00 Uhr | Lettland | 0:3 (0:2, 0:0, 0:1) Spielbericht | Belarus | Daugavpils ledus halle, Daugavpils Zuschauer: 2.100 |

| 8. April 2017 18:00 Uhr | Frankreich | 3:4 (1:1, 2:3, 0:0) Spielbericht | Schweiz | Coliséum, Amiens Zuschauer: 3.127 |

| 9. April 2017 15:00 Uhr | Frankreich | 3:2 n. V. (0:1, 2:0, 0:1, 1:0) Spielbericht | Schweiz | Aren’ice, Cergy-Pontoise Zuschauer: 1.652 |

### 2. Spieltag
| 12. April 2017 17:00 Uhr | Tschechien | 4:0 (0:0, 4:0, 0:0) Spielbericht | Norwegen | SD aréna, Chomutov Zuschauer: 3.862 |

| 13. April 2017 17:00 Uhr | Tschechien | 6:3 (2:1, 1:0, 3:2) Spielbericht | Norwegen | SD aréna, Chomutov Zuschauer: 4.112 |

| 13. April 2017 17:00 Uhr | Slowakei | 1:2 (1:0, 0:0, 0:2) Spielbericht | Schweiz | Zimný Štadión Pavla Demitru, Trenčín Zuschauer: 3.152 |

| 15. April 2017 17:00 Uhr | Slowakei | 0:3 (0:0, 0:1, 0:2) Spielbericht | Schweiz | Garmin Aréna, Žilina Zuschauer: 2.497 |

| 13. April 2017 17:30 Uhr | Finnland | 3:0 (0:0, 1:0, 2:0) Spielbericht | Dänemark | Ikioma Areena, Mikkeli Zuschauer: 3.464 |

| 15. April 2017 14:00 Uhr | Finnland | 2:3 n. V. (0:1, 1:0, 1:1, 0:1) Spielbericht | Dänemark | Kisapuisto, Lappeenranta Zuschauer: 4.295 |

| 13. April 2017 17:30 Uhr | Russland | 0:1 n. V. (0:0, 0:0, 0:0, 0:1) Spielbericht | Frankreich | Eissportarena Traktor, Tscheljabinsk Zuschauer: 7.442 |

| 15. April 2017 11:00 Uhr | Russland | 6:0 (3:0, 1:0, 2:0) Spielbericht | Frankreich | Eissportarena Traktor, Tscheljabinsk Zuschauer: 7.498 |

| 14. April 2017 16:30 Uhr | Schweden | 4:1 (2:0, 1:1, 1:0) Spielbericht | Lettland | Scaniarinken, Södertälje Zuschauer: 2.863 |

| 15. April 2017 13:30 Uhr | Schweden | 3:4 n. P. (2:0, 0:3, 1:0, 0:0, 0:1) Spielbericht | Lettland | Scaniarinken, Södertälje Zuschauer: 2.374 |

| 14. April 2017 18:15 Uhr | Belarus | 3:1 (1:1, 2:0, 0:0) Spielbericht | Deutschland | Eissportpalast Schlobin, Schlobin Zuschauer: 2.009 |

| 15. April 2017 16:30 Uhr | Belarus | 1:2 (0:0, 0:2, 1:0) Spielbericht | Deutschland | Babrujsk-Arena, Babrujsk Zuschauer: 7.060 |

### 3. Spieltag
| 19. April 2017 18:00 Uhr | Slowakei | 0:3 (0:2, 0:1, 0:0) Spielbericht | Finnland | Steel Aréna, Košice Zuschauer: 5.157 |

| 21. April 2017 17:00 Uhr | Slowakei | 3:2 (1:0, 1:1, 1:1) Spielbericht | Finnland | Slovnaft Aréna, Bratislava Zuschauer: 5.586 |

| 20. April 2017 19:30 Uhr | Dänemark | 0:3 (0:2, 0:0, 0:1) Spielbericht | Norwegen | SE Arena, Vojens Zuschauer: 1.347 |

| 22. April 2017 15:00 Uhr | Dänemark | 3:0 (1:0, 0:0, 2:0) Spielbericht | Norwegen | Saxo Bank Arena, Rungsted Zuschauer: 1.609 |

| 21. April 2017 19:00 Uhr | Belarus | 1:4 (0:0, 0:0, 1:4) Spielbericht | Schweden | Eissportpalast Hrodna, Hrodna Zuschauer: 3.050 |

| 22. April 2017 17:00 Uhr | Belarus | 1:5 (0:2, 1:1, 0:2) Spielbericht | Schweden | Eissportpalast Hrodna, Hrodna Zuschauer: 2.700 |

| 21. April 2017 18:30 Uhr | Lettland | 2:1 (0:1, 0:0, 2:0) Spielbericht | Frankreich | Arena Riga, Riga Zuschauer: 4.800 |

| 22. April 2017 16:00 Uhr | Lettland | 4:6 (0:1, 2:4, 2:1) Spielbericht | Frankreich | Arena Riga, Riga Zuschauer: 7.100 |

| 21. April 2017 20:15 Uhr | Schweiz | 2:1 (0:1, 1:0, 1:0) Spielbericht | Russland | BCF-Arena, Freiburg im Üechtland Zuschauer: 3.806 |

| 22. April 2017 17:45 Uhr | Schweiz | 2:0 (1:0, 0:0, 1:0) Spielbericht | Russland | Tissot Arena, Biel/Bienne Zuschauer: 5.013 |

| 22. April 2017 16:00 Uhr | Deutschland | 7:4 (1:0, 4:3, 2:1) Spielbericht | Tschechien | Arena Nürnberger Versicherung, Nürnberg Zuschauer: 6.550 |

| 23. April 2017 16:45 Uhr | Deutschland | 3:4 n. P. (0:0, 0:1, 3:2, 0:0, 0:1) Spielbericht | Tschechien | SAP Arena, Mannheim Zuschauer: 8.472 |

### 4. Spieltag
Czech Hockey Games
| 27. April 2017 18:30 Uhr | Schweden | 4:3 n. V. (0:2, 1:1, 2:0, 1:0) Spielbericht | Russland | Hovet, Stockholm Zuschauer: 8.096 |

| 27. April 2017 18:30 Uhr | Finnland | 2:3 (2:1, 0:1, 0:1) Spielbericht | Tschechien | Budvar Aréna, Budweis Zuschauer: 6.205 |

| 29. April 2017 13:00 Uhr | Russland | 0:1 (0:0, 0:0, 0:1) Spielbericht | Finnland | Budvar Aréna, Budweis Zuschauer: 6.401 |

| 29. April 2017 17:00 Uhr | Tschechien | 8:4 (1:2, 3:1, 4:1) Spielbericht | Schweden | Budvar Aréna, Budweis Zuschauer: 6.401 |

| 30. April 2017 14:30 Uhr | Schweden | 2:3 (2:2, 0:0, 0:1) Spielbericht | Finnland | Budvar Aréna, Budweis Zuschauer: 6.198 |

| 30. April 2017 18:30 Uhr | Tschechien | 3:4 n. P. (1:0, 1:1, 1:2, 0:0, 0:1) Spielbericht | Russland | Budvar Aréna, Budweis Zuschauer: 6.401 |

| 26. April 2017 19:45 Uhr | Schweiz | 4:5 (3:1, 1:2, 0:2) Spielbericht | Dänemark | Patinoire des Mélèzes, La Chaux-de-Fonds Zuschauer: 3.027 |

| 28. April 2017 20:15 Uhr | Schweiz | 2:0 (0:0, 1:0, 1:0) Spielbericht | Dänemark | St. Jakob-Arena, Basel Zuschauer: 3.300 |

| 28. April 2017 19:00 Uhr | Norwegen | 2:3 (0:2, 1:0, 1:1) Spielbericht | Slowakei | Nordlyshallen, Hamar Zuschauer: 2.390 |

| 29. April 2017 18:00 Uhr | Norwegen | 0:3 (0:0, 0:1, 0:2) Spielbericht | Slowakei | Nordlyshallen, Hamar Zuschauer: 2.662 |

| 30. April 2017 15:00 Uhr | Frankreich | 3:1 (2:1, 0:0, 1:0) Spielbericht | Belarus | Patinoire de Mériadeck, Bordeaux Zuschauer: 3.250 |

| 1. Mai 2017 18:00 Uhr | Frankreich | 1:4 (0:1, 0:2, 1:1) Spielbericht | Belarus | Patinoire de Mériadeck, Bordeaux Zuschauer: 2.320 |

| 30. April 2017 20:15 Uhr | Deutschland | 3:4 n. V. (0:1, 1:1, 2:1, 0:1) Spielbericht | Lettland | EgeTrans Arena, Bietigheim-Bissingen Zuschauer: 4.165 |

| 1. Mai 2017 18:00 Uhr | Deutschland | 3:2 (0:0, 1:0, 2:2) Spielbericht | Lettland | Eissporthalle Ravensburg, Ravensburg Zuschauer: 3.300 |

### Tabelle
| Pl. |             | Sp. | S | OTS | OTN | N | Tore  | Punkte |
| --- | ----------- | --- | - | --- | --- | - | ----- | ------ |
| 1.  | Schweiz     | 8   | 6 | 0   | 1   | 1 | 21:13 | 19     |
| 2.  | Finnland    | 8   | 5 | 0   | 1   | 2 | 19:13 | 16     |
| 3.  | Tschechien  | 8   | 4 | 1   | 1   | 2 | 34:27 | 15     |
| 4.  | Slowakei    | 8   | 5 | 0   | 0   | 3 | 14:12 | 15     |
| 5.  | Schweden    | 8   | 3 | 1   | 1   | 3 | 28:24 | 12     |
| 6.  | Deutschland | 8   | 3 | 0   | 2   | 3 | 22:28 | 11     |
| 7.  | Russland    | 8   | 2 | 1   | 2   | 3 | 18:15 | 10     |
| 8.  | Frankreich  | 8   | 2 | 2   | 0   | 4 | 18:23 | 10     |
|     | Lettland    | 8   | 2 | 2   | 0   | 4 | 18:23 | 10     |
| 10. | Belarus     | 8   | 3 | 0   | 0   | 5 | 14:17 | 9      |
| 11. | Norwegen    | 8   | 3 | 0   | 0   | 5 | 18:22 | 9      |
| 12. | Dänemark    | 8   | 2 | 1   | 0   | 5 | 11:18 | 8      |

Abkürzungen: Pl. = Platz, Sp = Spiele, S = Siege, OTS = Siege nach Verlängerung (Overtime) oder Penaltyschießen, OTN = Niederlagen nach Verlängerung oder Penaltyschießen, N = Niederlagen